# David Sadler
Pour les articles homonymes, voir Sadler.
David Sadler est un footballeur anglais né le 5 février 1946 à Yalding.

## Biographie

### En club
David Sadler est formé au sein du Manchester United FC et découvre la première division anglaise en 1963,,.
Avec le club mancunien, il est sacré Champion d'Angleterre en 1964-65 et en 1966-67,.
Il remporte la Coupe des clubs champions en 1967-68. Il marque un but contre le Real Madrid en demi-finale retour. Sadler dispute la finale : Manchester gagne contre le Benfica Lisbonne 4-1.
En 1973, il est prêté aux États-Unis pour représenter le Miami Toros (en),.
David Sadler revient jouer en Angleterre sous les couleurs de Preston North End en deuxième division, club qu'il représente jusqu'en 1977,.
Il raccroche les crampons après une dernière saison 1976-1977 avec Preston.
Le bilan de sa carrière en club s'élève à 272 matchs en première division anglaise (22 buts) et 14 matchs pour 3 buts en Coupe d'Europe des clubs champions et un match en Coupe des vainqueurs de coupe.

### En équipe nationale
International anglais, il reçoit deux sélections en équipe d'Angleterre pour aucun but marqué entre 1967 et 1970,.
Il joue son premier match en équipe nationale le 22 novembre 1967 contre l'Irlande du Nord (victoire 2-0) dans le cadre des qualifications pour l'Euro 1968. L'Angleterre est placée dans un groupe exclusivement britannique et joue ainsi le British Home Championship.
Il joue ensuite un match amical le 6 décembre 1967 contre l'Union soviétique (match nul 2-2).
Le 24 mai 1970, David Sadler joue contre l'Équateur en amical également (victoire 2-0).
Son dernier match en équipe nationale a lieu le 25 novembre 1970 contre l'Allemagne de l'Est (victoire 3-1).

## Palmarès
Manchester United
| - Championnat d'Angleterre (2) : - Champion : 1964-65 et 1966-67. |  | - Coupe des clubs champions (1) : - Vainqueur : 1967-68. |